# Senaki
Senaki (georgiska: სენაკი) är en stad i Megrelien-Övre Svanetien i västra Georgien. Den hade 21 596 invånare vid folkräkningen 2014.
Under sovjeteran var staden mer känd som Tskhakaia. Åren 1935–1976 kallades staden Micha Tschakaia (მიხა ცხაკაია) till den georgiska revolutionsledaren Michail Tschakaias ära.
Den georgiska arméns andra infanteridivision är stationerad nära Senaki. Senaki var centrum för det Georgiska militära myteriet 1998. Staden var också en krigszon under kriget i Georgien 2008.

Karta på Georgiska över Svanetien där Senaki är staden i det gula fältet